# Island of Lost Souls
Island of Lost Souls (Brasil: A Ilha do Dr. Moreau) é um filme estadunidense de 1932, dos gêneros ficção científica, terror, aventura e romance, dirigido por Erle C. Kenton, com roteiro de Waldemar Young e Philip Wylie baseado no romance The Island of Dr. Moreau, de H. G. Wells.
O filme chegou a ser oficialmente banido na Inglaterra por ser "contra as leis da natureza".

## Sinopse
Salvo de um naufrágio, Edward Parker é deixado contra a sua vontade numa ilha no Pacífico Sul, a "Ilha do Dr. Moreau", repleta de criaturas que, apesar da forma humana, têm cara e comportamento de animais — resultado das experiências diabólicas do dr. Moreau.

## Elenco
| Ator/Atriz       | Personagem             |
| ---------------- | ---------------------- |
| Charles Laughton | Dr. Moreau             |
| Richard Arlen    | Edward Parker          |
| Leila Hyams      | Ruth Thomas            |
| Bela Lugosi      | orador da lei          |
| Kathleen Burke   | Lota, a mulher-pantera |
| Arthur Hohl      | Montgomery             |
| George Irving    | o cônsul               |